# Бест, Джавид
Джавид Андре Бест (англ. Jahvid Andre Best, 30 января 1989, Вальехо, Калифорния) — американский футболист, раннинбек. Выступал в НФЛ с 2010 по 2012 год в составе «Детройт Лайонс». Также входил в состав сборной Сент-Люсии по лёгкой атлетике. Участник летней Олимпиады 2016 года.

## Биография

### Любительская карьера
Джавид Бест родился 30 января 1989 года в Вальехо в Калифорнии. Он учился в частной католической школе Салезиан. В составе её футбольной команды Бест набрал 6 428 выносных ярдов с 91 тачдауном. В 2007 году его признали Игроком года в нападении в области залива Сан-Франциско. По оценкам сайта Rivals.com он занимал девятое место в стране среди раннинбеков, сайт Scout.com поставил его на восемнадцатое. ESPN называли его самым быстрым бегущим Калифорнии. Также Джавид представлял школу в соревнованиях по лёгкой атлетике. В 2005 году он выиграл юниорский турнир в беге на 200 метров, проводившийся Федерацией лёгкой атлетики США.
После окончания школы Бест поступил в Калифорнийский университет в Беркли. В составе его футбольной команды он выступал с 2007 по 2009 год, за этот период набрав выносом 2 668 ярдов с 29 тачдаунами. Лучший свой сезон он провёл в 2008 году, когда в 12 матчах набрал 1 580 ярдов на выносе и 246 на приёме. В том году Джавид стал самым результативным раннинбеком конференции Pac-10, установил рекорды университета по общему количеству набранных за один сезон ярдов и по числу выносных ярдов за игру.

#### Статистика выступлений в NCAA
| Сезон | Команда                 | Игры | Приём | Приём | Приём | Приём | Вынос | Вынос | Вынос | Вынос |
| Сезон | Команда                 | Игры | Rec   | Yds   | Y/A   | TD    | Att   | Yds   | Y/A   | TD    |
| ----- | ----------------------- | ---- | ----- | ----- | ----- | ----- | ----- | ----- | ----- | ----- |
| 2007  | Калифорния Голден Беарс | 10   | 13    | 74    | 5,7   | 1     | 29    | 221   | 7,6   | 2     |
| 2008  | Калифорния Голден Беарс | 12   | 27    | 246   | 9,1   | 1     | 194   | 1 580 | 8,1   | 15    |
| 2009  | Калифорния Голден Беарс | 9    | 22    | 213   | 9,7   | 4     | 141   | 867   | 6,1   | 12    |
| Всего | Всего                   | 31   | 62    | 533   | 8,6   | 6     | 364   | 2 668 | 7,3   | 29    |

### Профессиональная карьера
На драфте НФЛ 2010 года Бест был выбран в первом раунде под общим 30 номером клубом «Детройт Лайонс». В дебютном сезоне в лиге тренеры использовали его как двойную угрозу в нападении: Джавид набрал 555 ярдов на выносе и 487 на приёме. В 2011 году он показал свой лучший результат в составе команды, набрав 163 ярда с тачдауном в игре против «Чикаго Беарс». Однако, из-за ряда сотрясений мозга и их последствий, в своём втором сезоне в карьере он принял участие только в шести матчах, а в третьем не выходил на поле вообще. В июле 2013 года «Детройт» отчислил Беста и он завершил футбольную карьеру. В 2020 году обозреватель Bleacher Report Морис Мотон назвал его худшим выбором команды на драфте за последние десять лет.
В январе 2014 года Бест вернулся в Калифорнийский университет, чтобы завершить получение образования. Также он вошёл в состав тренерского штаба футбольной команды в качестве ассистента.

##### Регулярный чемпионат
| Сезон | Команда        | Игры | Приём | Приём | Приём | Приём | Вынос | Вынос | Вынос | Вынос |
| Сезон | Команда        | Игры | Rec   | Yds   | Y/A   | TD    | Att   | Yds   | Y/A   | TD    |
| ----- | -------------- | ---- | ----- | ----- | ----- | ----- | ----- | ----- | ----- | ----- |
| 2010  | Детройт Лайонс | 16   | 58    | 487   | 8,4   | 2     | 171   | 555   | 3,2   | 4     |
| 2011  | Детройт Лайонс | 6    | 27    | 287   | 10,6  | 1     | 84    | 390   | 4,6   | 2     |
| 2012  | Детройт Лайонс | 0    | 0     | 0     | 0,0   | 0     | 0     | 0     | 0,0   | 0     |
| Всего | Всего          | 22   | 85    | 774   | 9,1   | 3     | 255   | 945   | 3,7   | 6     |

### Лёгкая атлетика

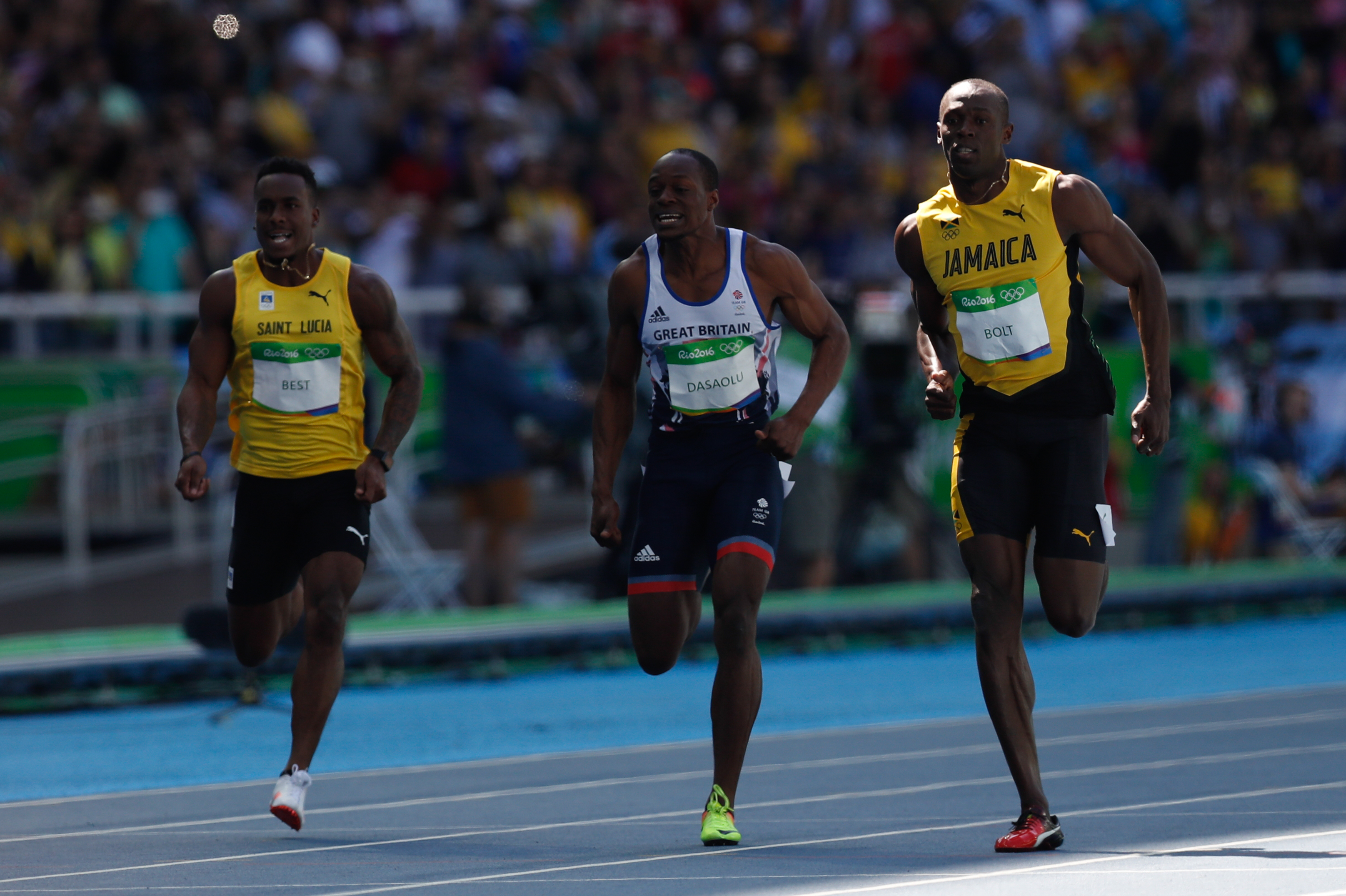
Джавид Бест, Джеймс Дасаолу и Усэйн Болт, 13 августа 2016 года.

В 2015 году Бест вернулся к легкоатлетическим тренировкам. Весной он участвовал в сборах в Аризоне с кандидатами на участие в Олимпийских играх. Второго апреля 2016 года на соревнованиях в Сакраменто он пробежал 100 метров за 10,16 секунд и выполнил квалификационный норматив. На Олимпийских играх 2016 года он вошёл в состав сборной Сент-Люсии, так как его отец имел гражданство этой страны. Бест стал первым игроком НФЛ, попавшим на Олимпиаду после завершения своей футбольной карьеры.
На Олимпиаде Бест стартовал в одном квалификационном забеге с Усэйном Болтом. Он пробежал 100 метров за 10,39 секунд и не сумел выйти в полуфинал.